# Gregorio Petit

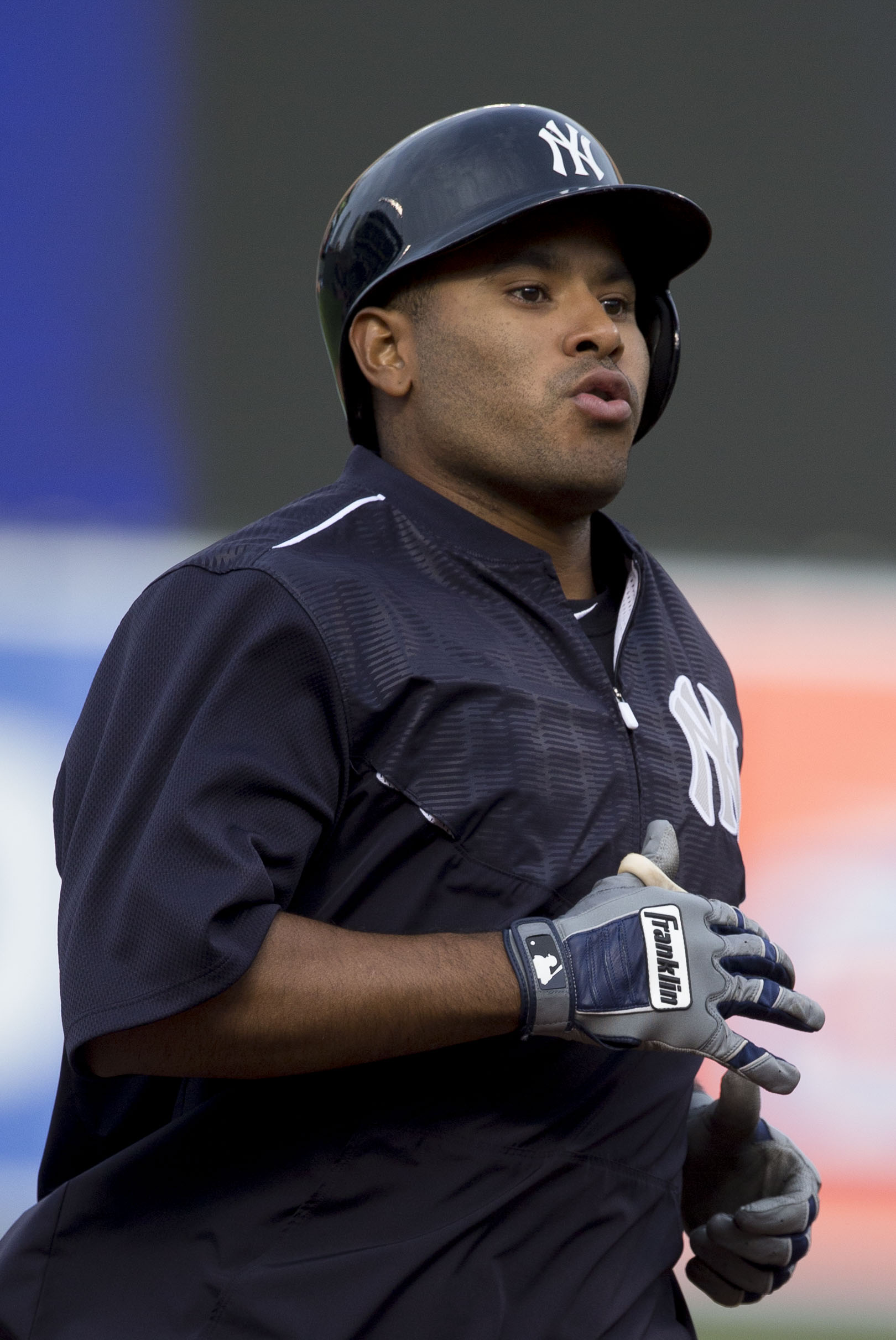
Petit vistiendo el uniforme de los Yankees de New York

Gregorio Jesus Petit Morales es un beisbolista venezolano nacido el 10 de diciembre de 1984 en Ocumare del Tuy, Estado Miranda. sus padres son Virgilio Petit y Nancy Morales, quienes también fueron deportistas. Juega como campocorto en las Grandes Ligas para los Yankees de Nueva York y en la Liga Venezolana de Béisbol Profesional para los Leones del Caracas.
Petit debutó en el béisbol profesional venezolano con los Leones del Caracas en la temporada 2005/06, aunque solo tuvo acción en ocho juegos dejando marca en 26 turnos con 0 hits, 0 dobles, 13 ponches y 13 rodados para doble play, con promedio de .000. Desde entonces ha participado en los Leones para las temporadas 2006/07, 2007/08 y 2008/09, llegando a la final del campeonato en esta última.
En 2003 Petit debutó como Rockie Arizona Athletics y un año después accedió a la Clase A temporada corta con los Vancouver Canadians, continúo avanzando a Clase A y Clase Avanzada con los Kane County Cougars y Stockton Ports respectivamente. A mediados de 2007 pasó a la triple A con los Sacramento River Cats donde se mantuvo hasta que el 19 de mayo de 2008 llega finalmente a las Grandes Ligas con los Atléticos de Oakland, siendo el venezolano 223º en llegar a la MLB. En su estreno en las mayores fue segunda base y se fue de 3-2 con doblete, boleto y un ponche.